# ポッツァ・ディ・ファッサ
ポッツァ・ディ・ファッサ（イタリア語: Pozza di Fassa）は、イタリア共和国トレンティーノ＝アルト・アディジェ州トレント自治県に存在した、人口約2,300人の基礎自治体（コムーネ）。
2018年1月1日にヴィーゴ・ディ・ファッサと合併してサン・ジョヴァンニ・ディ・ファッサの一部となった。

## 名称
イタリア語・ラディン語以外の言語では以下の名称を持つ。
- ドイツ語: Potzach im Fasstal

## 地理

### 位置・広がり
トレント自治県北東部、ヴァル・ディ・ファッサ に位置するコムーネ。モエーナから北北東へ6km、ボルツァーノから東南東へ26km、県都トレントから北東へ59kmの距離にある。

#### 隣接コムーネ
コムーネとしてのポッツァ・ディ・ファッサは、以下のコムーネと隣接していた。括弧内のBLはベッルーノ県、BZはボルツァーノ自治県所属を示す。
- カナツェーイ
- ティーレス (BZ)
- マッツィーン
- ノーヴァ・レヴァンテ (BZ)
- ロッカ・ピエートレ (BL)
- ヴィーゴ・ディ・ファッサ
- モエーナ
- ソラーガ

## 行政

### Comunità di valle

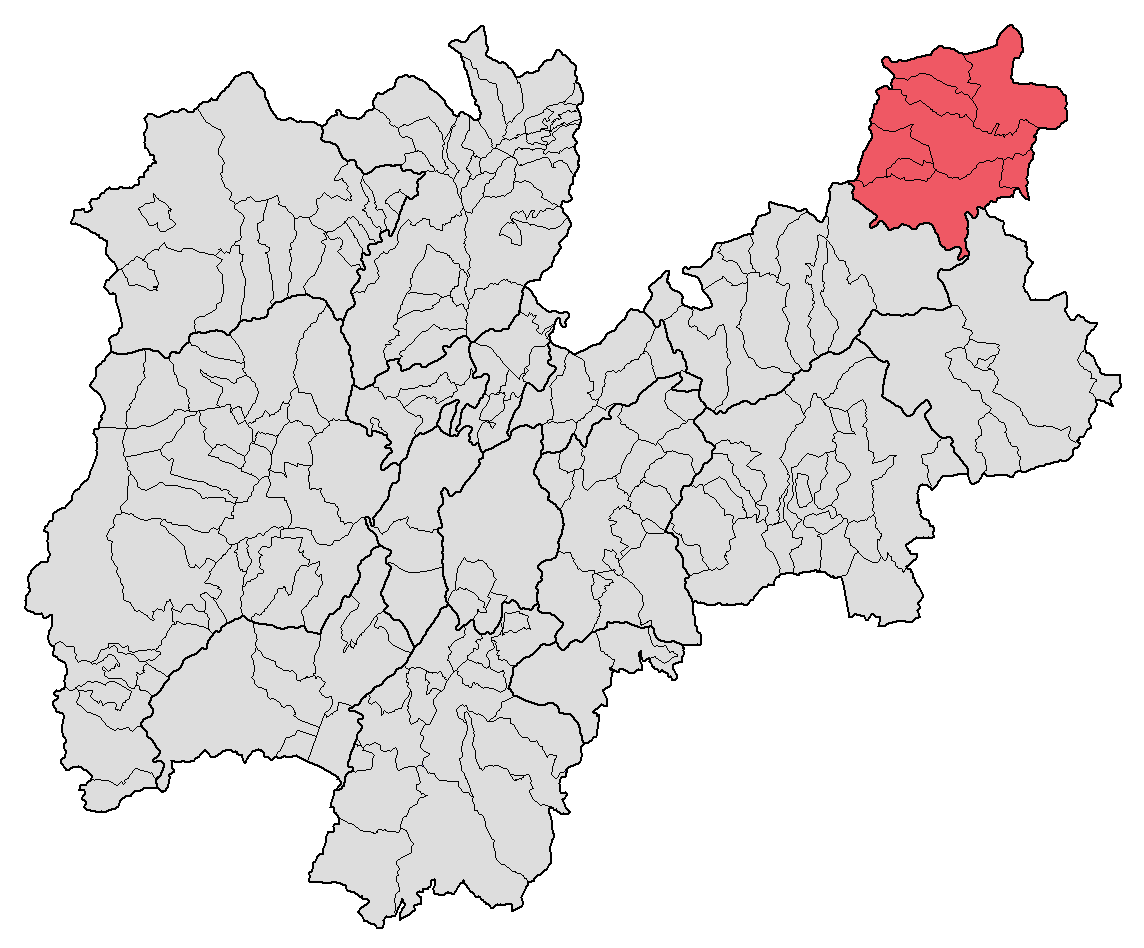
Comun General de Fascia

トレント自治県が設置した広域行政組織 Comunità di valle "Comun General de Fascia" の事務所所在地（Capoluogo）である。この地区には以下のコムーネが含まれる。
- カンピテッロ・ディ・ファッサ、カナツェーイ、マッツィーン、モエーナ、サン・ジョヴァンニ・ディ・ファッサ、ソラーガ

## 住民

### 言語
| 少数言語話者の割合（2011年） | 少数言語話者の割合（2011年） | 少数言語話者の割合（2011年） | 少数言語話者の割合（2011年） | 少数言語話者の割合（2011年） |
| ---------------------------- | ---------------------------- | ---------------------------- | ---------------------------- | ---------------------------- |
|                              |                              |                              |                              |                              |
| ラディン語                   | ラディン語                   |                              | 82.6%                        | 82.6%                        |
| モケーニ語                   | モケーニ語                   |                              | 0.0%                         | 0.0%                         |
| チンブロ語                   | チンブロ語                   |                              | 0.0%                         | 0.0%                         |

2011年10月9日に行われた国勢調査によれば、住民2138人中1765人（82.6%）がラディン語話者であった。話者数においてはモエーナに次ぎ県内第2位のコムーネである。